# 장숙
장숙(張肅, ? ~ ?)은 중국 후한 말의 정치가로, 익주(益州) 촉군(蜀郡) 성도현(成都縣) 사람이다.

## 생애
동생 장송(張松)과는 달리 용모가 준수하고 풍채가 위엄이 있는 자였으며, 익주자사(益州刺史) 유장(劉璋)의 밑에서 광한태수(廣漢太守)를 지냈다.
건안(建安) 18년(213년), 장송이 유장을 축출하고 유비(劉備)를 주군으로 모시려 하자 이를 유장에게 알렸다. 유장은 곧바로 장송을 붙잡아 처형하였다.

## 장숙의 자
《화양국지(華陽國志)》에 따르면, 장숙의 밀고로 장송이 죽은 후 유비는 다음과 같이 말하였다.
| “ | 君矯殺吾內主乎! | ” |

이 문장은 대개 君矯 / 殺 / 吾 / 內主 / 乎로 끊어
| “ | 군교(君矯)가 내 내주를 죽였구나! | ” |

라고 해석하며, 「군교」를 장숙의 자로 본다.
그러나 君 / 矯殺 / 吾 / 內主 / 乎로 끊어
| “ | "군(君) 이 내 내주를 교살 하였구나!" | ” |

라고 해석할 수도 있는데, 이러할 경우 장숙의 자와는 아무런 관련이 없게 된다.

## 장숙의 친족관계

### 관련 인물
장송